# Glomera latilinguis
Glomera latilinguis är en orkidéart som beskrevs av Johannes Jacobus Smith. Glomera latilinguis ingår i släktet Glomera och familjen orkidéer. Inga underarter finns listade i Catalogue of Life.